# Licea eleanorae
|  | Dieser Artikel wurde aufgrund von formalen oder inhaltlichen Mängeln in der Qualitätssicherung Biologie im Abschnitt „Mykologie“ zur Verbesserung eingetragen. Dies geschieht, um die Qualität der Biologie-Artikel auf ein akzeptables Niveau zu bringen. Bitte hilf mit, diesen Artikel zu verbessern! Artikel, die nicht signifikant verbessert werden, können gegebenenfalls gelöscht werden. Lies dazu auch die näheren Informationen in den Mindestanforderungen an Biologie-Artikel. Begründung: Bitte ganze Sätze! |

Licea eleanorae (Syn. Licea cristallifera Flatau) ist ein Schleimpilz der Gattung Licea aus der Familie Liceaceae mit vorgezeichnetem Deckel (Untergattung Orcadella).

## Merkmale

### Makroskopisch
Licea eleanorae bildet langgestielte, bis 0,7 mm große Sporocarpien mit einer doppelten Peridie, welche sich deckelartig öffnet und die schmutziggelbe Sporenmasse freigibt. Der obere Teil der Peridie ist mit groben Kristallen besetzt, dadurch ist diese Art sehr gut von anderen gestielten Licea-Arten abgegrenzt.

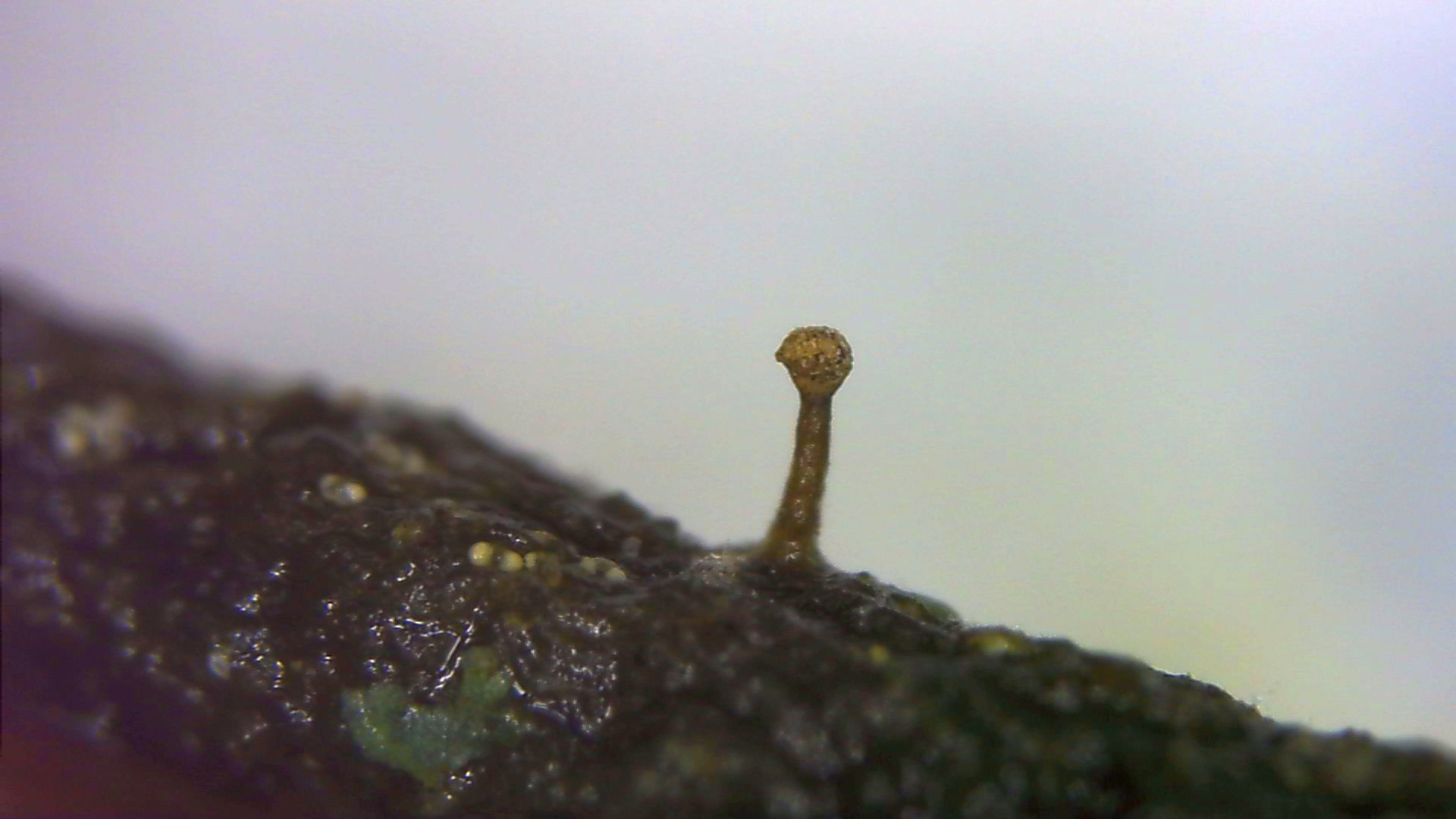
Sporocarp auf dem Stiel einer Buchecker

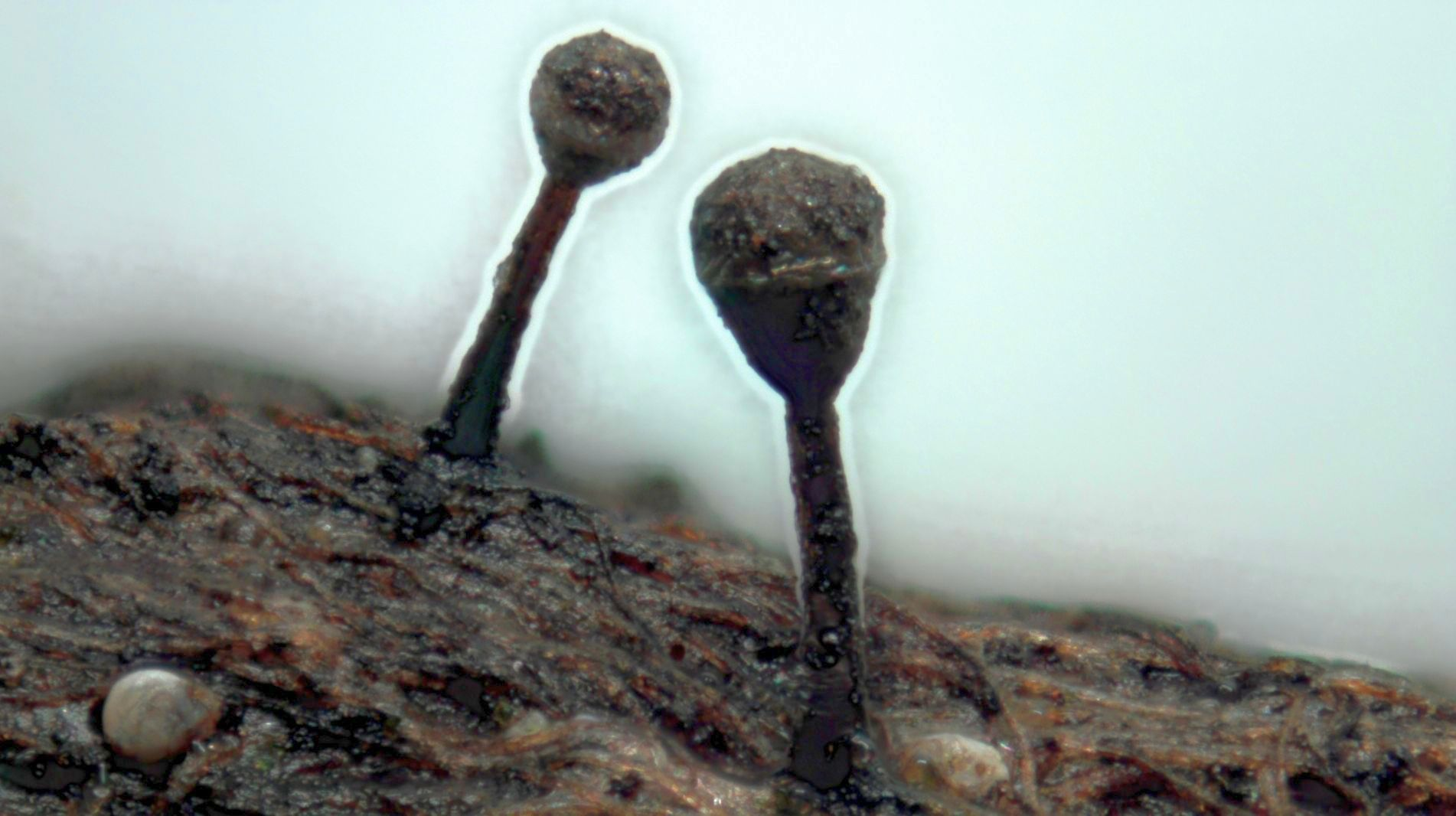
Zwei Sporocarpien auf dem Stiel einer Buchecker

### Mikroskopisch
Die Sporen sind rund und glatt, 10,5 bis 11,5 Mikrometer im Durchmesser, nach der Originalbeschreibung sind diese wesentlich kleiner, nur 8–10 Mikrometer.

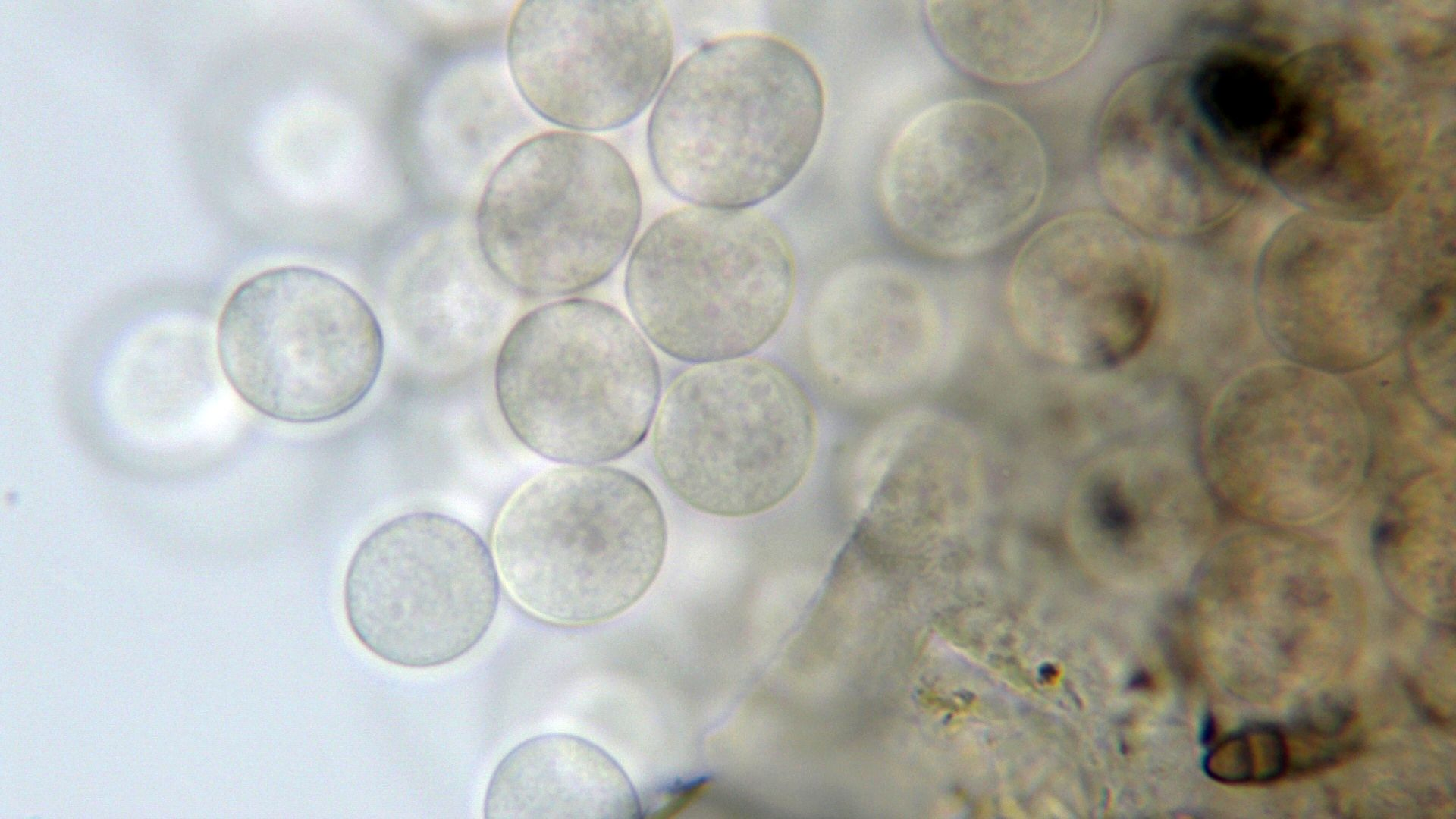
Sporen

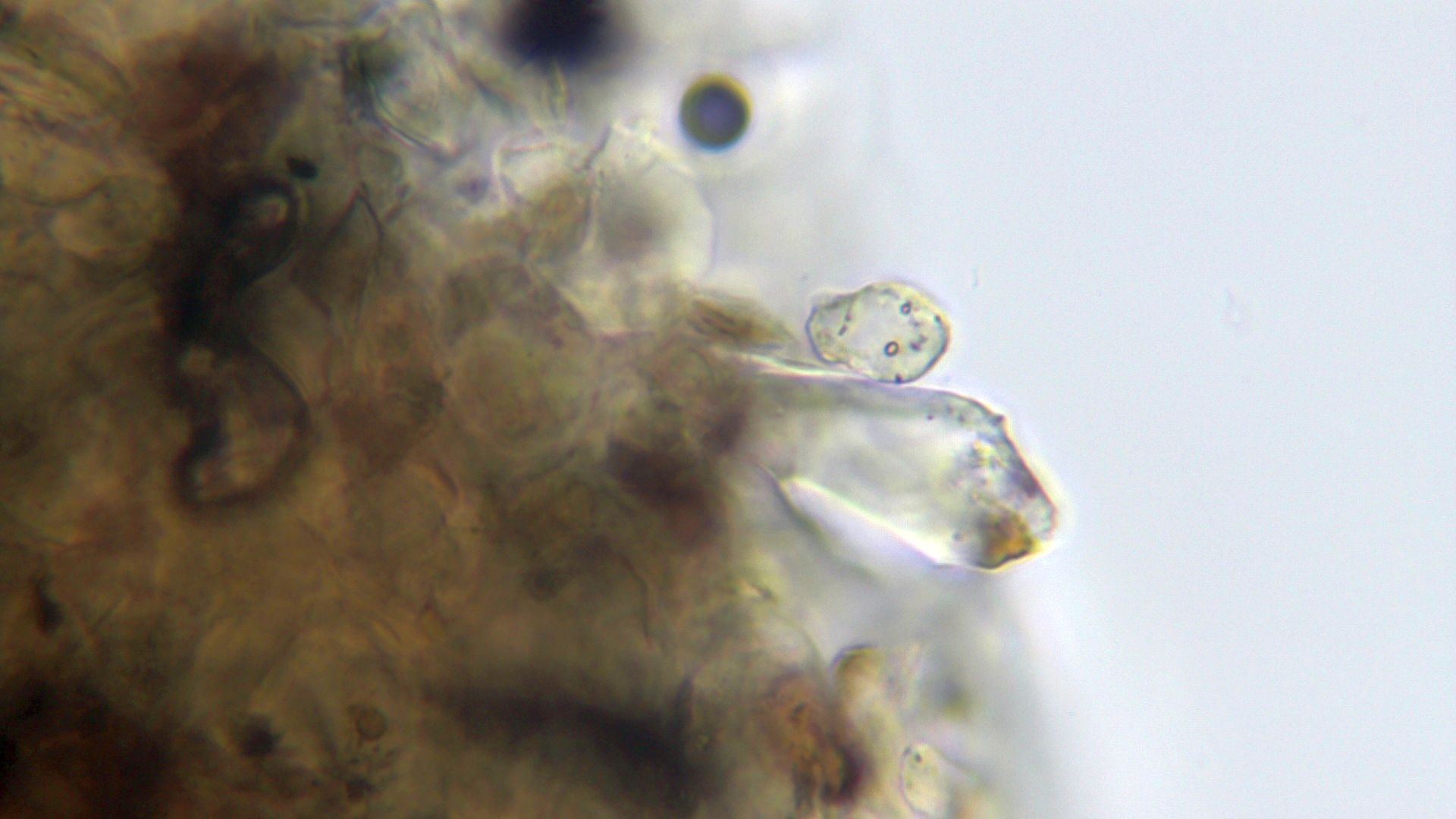
Kristalle auf der Peridienoberfläche

## Ökologie
Der Schleimpilz ist ein Bewohner von Baumrinden (corticol) im Freiland und in Feuchtkammerkultur, zum Beispiel an Buchen-Früchten.

## Verbreitung
Deutschland, Großbritannien und Schweiz.

## Systematik und Forschungsgeschichte
Die Art wurde 1999 von Bruce Ing anhand mehrerer Funde aus Großbritannien und der Schweiz an Rinde von Platane und Ulme erstbeschrieben. Fast zeitgleich, im Jahr 2000 wurde diese Art von Leo Flatau von einem Fundort an Buche in Feuchtkammerkultur unter dem Namen Licea cristallifera beschrieben. 2005 wurden die beiden Taxa von Wrigley de Basanta und Carlos Lado synonymisiert, wobei Licea eleanorae als der ältere Name Priorität hat.

## Etymologie
Das Epitheton ist nach der Frau des britischen Mykologen Bruce Ing, welcher die Art gefunden und beschrieben hat, benannt.

## Ähnliche Arten
Von den langgestielten Licea-Arten, wie Licea floriformis und Licea operculata ist die Art durch die Kristalle auf der Peridienoberseite unterschieden, außerdem von ersterer Art durch die deckelartige Peridienöffnung.